# Misérabilisme
Le misérabilisme, souvent mis en opposition avec le populisme, est une notion développée par le sociologue et épistémologue français Jean-Claude Passeron, en 1989. Elle décrit une attitude qui consiste à « [...] ne voir dans la culture des pauvres qu'une pauvre culture. »
Cette notion renvoie plutôt à une vision péjorative de la pauvreté, le pauvre étant vu comme victime de sa situation, dépourvu d'outils pour s'en sortir. Cette vision normative d'approche structurelle nous démontre que la pauvreté est plutôt vue comme étant un manque ou une carence par rapport aux populations de classes favorisées, qui sont elles perçues comme de bon goût, légitime culturellement.